# الكسندر ماكوين
الكسندر ماكوين (بالإنجليزية: Alexander McQueen)‏ هو لاعب كرة قدم بريطاني في مركز ظهير ‏، ولد في 24 مارس 1995 في Rush Green, London ‏ في المملكة المتحدة. لعب مع توتنهام هوتسبير ونادي كارلايل يونايتد.

## وصلات خارجية
- الكسندر ماكوين على موقع قاعدة بيانات كرة القدم.إي يو (الإنجليزية)
- الكسندر ماكوين على موقع ناشيونال فوتبول تيمز (الإنجليزية)
- الكسندر ماكوين على موقع Soccerbase.com (لاعب) (الإنجليزية)
- الكسندر ماكوين على موقع Soccerway.com (الإنجليزية)